# Christian Kinsky
Kristián Josef hrabě Kinský z Vchynic a Tetova (německy Christian Graf von Kinsky zu Wichnitz und Tettau; 28. ledna 1822 Pešť – 1. září 1894 Matzen), byl rakouský šlechtic z rodu Kinských a politik německé národnosti, v 2. polovině 19. století poslanec Říšské rady a maršálek Dolních Rakous.

## Biografie

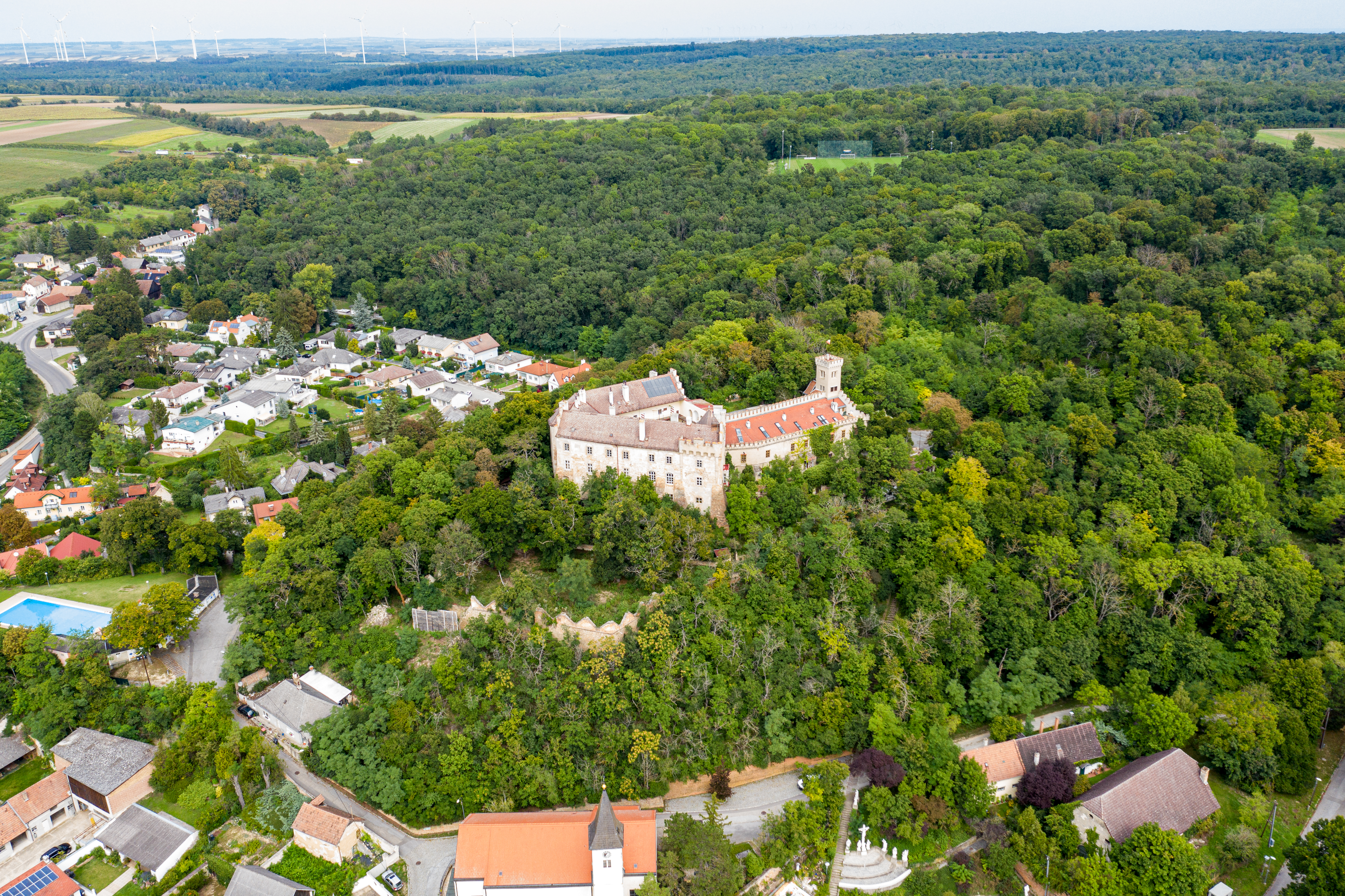
Zámek Matzen-Raggendorf v Dolních Rakousích

Pocházel ze starého českého rodu Kinských, patřil k potomstvu chlumecké hraběcí větve. Byl synem c. k. polního podmaršála Kristiána Kinského (1776–1835), který z rodového dědictví převzal dolnorakouská panství Matzen a Angern a založil tzv. matzenskou linii Kinských. Kristián Josef se narodil v Budapešti, kde tehdy jeho otec působil jako vojenský velitel. Studoval ve Vídni, poté sloužil v armádě, kterou opustil v roce 1849 s hodností nadporučíka.
Po obnovení ústavní vlády se zapojil i do politiky. Od počátku 60. let 19. století byl poslancem Dolnorakouského zemského sněmu. Zemský sněm ho 24. března 1863 delegoval i do Říšské rady (tehdy ještě volené nepřímo) za Dolní Rakousy (kurie velkostatkářská. 17. června 1863 složil slib. Zemský sněm ho do Říšské rady opětovně delegoval roku 1867 a 1871. Uspěl i v prvních přímých volbách do Říšské rady roku 1873, znovu za velkostatkářskou kurii v Dolní Rakousích. Mandát za týž obvod obhájil i ve volbách do Říšské rady roku 1879.
Stranicky se profiloval jako člen Strany ústavověrného velkostatku (liberálně a centralisticky orientovaná, odmítající federalistické aspirace neněmeckých etnik). Na Říšské radě se v říjnu 1879 uvádí jako člen staroněmeckého Klubu liberálů (Club der Liberalen).
V letech 1884–1893 působil jako zemský maršálek Dolních Rakous, tedy předseda zemského sněmu a nejvyšší představitel zemské samosprávy (v některých jiných zemích monarchie byl tento post nazýván zemský hejtman). Byl též c. k. komořím (1851), později se stal tajným radou (1886). Za zásluhy obdržel Řád železné koruny II. třídy (1884), nakonec byl v roce 1889 jmenován doživotním členem rakouské panské sněmovny.

## Rodina
V roce 1854 se ve Vídni oženil s hraběnkou Terezií Bruntálskou z Vrbna (6. 6. 1828 Veselí nad Moravou – 30. 5. 1905 Vídeň), dcerou císařského nejvyššího lovčího Rudolfa Bruntálského z Vrbna (1801–1874). Z jejich manželství pocházelo pět synů, vnuk Paul Kinský (1893–1963) byl posledním mužským potomkem matzenské linie Kinských.
- 1. Rudolf (2. 5. 1855 Vídeň – 5. 11. 1919 Matzen-Raggendorf)
  - ⚭ (1892) hraběnka Paulina Pálffyová z Erdődu (24. 8. 1866 Malacky – 2. 8. 1945 Budapešť)
- 2. Kristián (29. 5. 1856 – 15. 1. 1931)
- 3. Filip (24. 8. 1857 – 3. 4. 1873)
- 4. Arnošt (23. 5. 1862 – srpen 1933)
  - ⚭ (1888) Josefína Vigyazo (5. 1. 1868 Vídeň – 23. 7. 1912 Budapešť), rozvedli se roku 1890
- 5. Karel Rudolf (10. 6. 1865 Matzen-Raggendorf – 12. 9. 1930 Vídeň)
  - ⚭ (1893) hraběnka Alžběta Marie Henckelová z Donnersmarku (30. 8. 1866 Jelení Hora – 22. 7. 1944 Vídeň)